# Nichts-zu-verbergen-Argument
Das Nichts-zu-verbergen-Argument besagt, dass staatliche und behördliche Überwachung nur dazu geeignet ist, illegale Aktivitäten aufzudecken, und niemanden beeinträchtigt, der sich regelkonform verhält. Illegale Aktivitäten sollten den Behörden nach diesem Argument nicht aufgrund des Schutzes der Privatsphäre verborgen bleiben; die Unterstützung staatlicher Überwachung kann damit begründet werden. Eine Person, die glaubt, „nichts zu verbergen“ zu haben, kann mit diesem Argument begründen, warum sie sich keine Sorgen über staatliche Überwachung macht.
Das Motto „Wenn du nichts zu verstecken hast, hast du nichts zu befürchten“ wurde im Videoüberwachungsprogramm im Vereinigten Königreich benutzt.

## Verbreitung
Das Argument wird oft in Diskussionen bezüglich Privatsphäre genutzt. Geoffrey Stone, ein amerikanischer Rechtsgelehrter, sagte, dass die Benutzung dieses Argumentes viel zu weit verbreitet sei. Bruce Schneier, ein IT-Sicherheitsexperte und Kryptograph, beschrieb es als „am weitesten verbreitete Erwiderung gegenüber Privatsphäre-Fürsprechern“; Colin J. Bennett, Autor des Buches The Privacy Advocates, sagte, dass Privatsphäre-Befürworter dieses Argument ständig widerlegen müssten. Bennett erklärte, dass die meisten Leute durch ihr tägliches Leben gingen in dem Glauben, dass Überwachungsmechanismen nicht auf sie gerichtet seien, sondern auf Schurken und Übeltäter, obwohl es Nachweise gebe, dass das Monitoring des individuellen Verhaltens tagtägliche Routine geworden sei.

## Ethnographie
Eine ethnografische Studie von Ana Viseu über die Integration von Online-Diensten in das tagtägliche Leben wurde 2004 veröffentlicht. Laut Kirsty Best, Autor von Living in the control society Surveillance, users and digital screen technologies, sprachen vollzeitbeschäftigte Erwerbstätige mit mittleren bis höheren Einkommen ähnliche Vorstellungen aus, nicht das Ziel von Überwachung zu sein wie andere Befragte, welche Bedenken zeigten. „In diesen Fällen gaben die Befragten an, die Sichtweise zu vertreten, dass sie nichts falsch machen würden, oder dass sie nichts zu verstecken hatten.“ Aus der Teilnehmergruppe in Viseus Studie erklärte eine Person, Technologien zur Verbesserung der Privatsphäre zu nutzen. Die Wissenschaftler fassten zusammen, dass „eine der einfachsten Kennzeichen der Wahrnehmung und Umsetzung der Privatsphäre unserer Probanden […] ihre Passivität gegenüber dem Fall“ war. Die Passivität stamme vom „Nichts-zu-verbergen“-Argument ab.
Während einer um 2003 für die Regierung von Großbritannien durchgeführten qualitativen Studie von Dr. Perri 6 wurden vier Aussichten über Privatsphäre-Risiken präsentiert, inklusive einer Abbildung der Einstellung bezüglich Privatsphäre in acht Teilen. Der Studie nach nutzten selbstständige Männer zunächst das „Nichts-zu-verbergen“-Argument, bevor sie zu einem Argument wechselten, in dem sie Überwachung als Belästigung statt als Bedrohung ansahen.

## Effekt auf den Schutz der Privatsphäre
Viseu et al. konstatierten, dass das Argument in der Privatsphäre-Literatur gut dokumentiert sei als ein Hindernis für die Entwicklung von pragmatischen Privatsphären-Schutzstrategien, und es ebenfalls in Beziehung stehe zur mehrdeutigen, symbolischen Natur des Begriffs ‚Privatsphäre‘ selbst. Sie erklärten, dass der Wert der Privatsphäre [daher] erst ein Anliegen wird, sobald sie verloren wurde. Dieser abstrakte, aber tatsächliche Wert der Privatsphäre lässt sich am besten mit einem Vergleich aus dem Umweltschutz verstehen: Die meisten Menschen sind sich [zwar] bewusst, dass das Ozonloch und die globale Erwärmung Probleme sind, aber die unmittelbaren Vorteile durch die Fahrt mit dem Auto zur Arbeit oder durch die Benutzung von Haarspray überwiegen die unsichtbaren Nachteile der Umweltverschmutzung.

## Argumente dafür und dagegen

### Für Privatsphäre
“Arguing that you don’t care about the right to privacy because you have nothing to hide is no different than saying you don’t care about free speech because you have nothing to say.”

„Zu argumentieren, dass Sie keine Privatsphäre brauchen, weil Sie nichts zu verbergen haben, ist so, als würden Sie sagen, dass Sie keine Meinungsfreiheit brauchen, weil Sie nichts zu sagen haben.“

Daniel J. Solove erklärte in einem Artikel für The Chronicle of Higher Education, dass er gegen dieses Argument ist. Er erklärte, dass die US-Regierung Informationen über eine Person leaken, Schäden an der Person verursachen oder die Informationen über eine Person benutzen könnte, um den Zugriff auf bestimmte Dienste zu verhindern, auch wenn diese Person kein Fehlverhalten gezeigt hat, und dass die Regierung auch das Privatleben beschädigen kann, indem sie Fehler macht. Solove schrieb: „Direkt eingezogen, wozu das Nichts-zu-verbergen-Argument verführt, zwingt es eine Reduktion der Debatte auf den kleinen Teil des Verstehens von Privatsphäre. Aber konfrontiert mit der Pluralität der Privatsphäre-Probleme, die staatliche Datensammlung zur Folge hat und deren Nutzer über Überwachung und Offenlegung hinaus gehend, hat das Nichts-zu-verbergen-Argument schlussendlich nichts zu sagen.“
Danah Boyd, eine Social-Media-Forscherin, widerspricht dem Argument. Sie sagt, dass, obwohl Leute sich oft immun vor staatlicher Überwachung fühlten, weil sie nichts falsch gemacht hätten, eine Instanz oder Gruppe das Image einer Person entstellen und deren Reputation schädigen könnten, oder Schuld durch Assoziation genutzt werden könnte, um eine Person zu diffamieren.
Adam D. Moore, Autor von Privacy Rights: Moral and Legal Foundations, argumentierte: „Es ist die [allgemeine] Ansicht, dass Rechte resistent gegenüber Kosten/Nutzen oder konsequenzialistischer Art von Argumenten sind. Hier widersprechen wir der Ansicht, dass Privatsphäre-Interessen die Art von Dingen sind, die gegen Sicherheit eingetauscht werden können.“ Er erklärte auch, dass Überwachung auf unverhältnismäßige Weise bestimmte Gruppen basierend auf Aussehen, ethnischer Zugehörigkeit und Religion beeinflussen kann. Moore führte auf, dass es mindestens drei weitere Probleme mit dem „Nichts-zu-verbergen“-Argument gibt. Erstens, wenn Privatpersonen ein Recht auf Privatsphäre haben, dann ist der Aufruf „nichts zu verbergen“ zu haben irrelevant. Privatsphäre, verstanden als Recht, den Zugriff und die Benutzung von Bereichen, Orten und persönlichen Informationen, bedeutet, dass es der Rechtsinhaber ist, der den Zugriff kontrolliert. Um diesen Punkt zu unterstützen, nennt Moore folgendes Beispiel: „Stell dir vor, du verlässt eines Tages dein Haus und findest eine Person, die akribisch deinen Müll durchsucht und geschredderte Notizen und Dokumente zusammensetzt. Als Antwort auf deine fassungslose Stille erklärt die Person: ‚Du hast nichts, worüber du dir Sorgen machen müsstest – es gibt keinen Grund etwas zu verstecken, oder?‘“ Zweitens mögen sich Menschen wünschen, peinliches Verhalten oder Gebaren, welches nicht von der „Mainstream-Kultur“ akzeptiert wird, zu verstecken. „Berücksichtige die sexuelle oder medizinische (Kranken-)Geschichte einer Person. Stell dir vor, jemand besucht eine Bibliothek, um etwas über alternative Lebensstile, welche nicht von der Mehrheit akzeptiert werden, zu lernen.“ Schlussendlich argumentiert Moore, dass „nichts zu verstecken“, wenn es ernst genommen wird, gegen Regierungsvertreter, Politiker und CEOs verwendet werden könnte. Dies dreht das „Nichts-zu-verstecken“-Argument auf den Kopf. Moore argumentiert, dass NSA-Agenten, Politiker, Polizeichefs und CEOs nichts zu verstecken haben, also sollten sie totale Transparenz, wie der Rest von uns, annehmen. „Aber sie tun es nicht und wenn sie die technologischen Tools zum Beobachten bekommen, dann sind die Politiker, Polizeichefs oder CEOs fast immer überzeugt, dass andere zu beobachten etwas Gutes ist.“
Schneier zeigte Widerspruch gegen das Argument, indem er Kardinal Richelieus Statement „Man gebe mir sechs Zeilen, geschrieben von dem redlichsten Menschen, und ich werde darin etwas finden, um ihn aufhängen zu lassen“ zitiert, welches Bezug darauf nimmt, wie eine Regierung Aspekte in dem Leben einer Person finden kann, um sie strafrechtlich zu verfolgen oder zu erpressen. Schneier argumentierte auch: „Zu viele charakterisieren die Debatte falschermaßen als ‚Sicherheit versus Privatsphäre‘. Die richtige Wahl ist Freiheit versus Kontrolle.“
Emilio Mordini, Philosoph und Psychoanalytiker, argumentierte, dass das „Nichts-zu-verbergen“-Argument schon an sich paradox ist. Die Leute müssen nicht „etwas zu verstecken“ haben, um „etwas“ zu verstecken. Was relevant ist, ist nicht, was versteckt ist, sondern die Erfahrung, dass es einen intimen Raum gibt, welcher versteckt werden könnte und dessen Zugriff eingeschränkt werden könnte. Psychologisch gesprochen werden wir Privatpersonen durch die Erfahrung, dass wir etwas vor anderen verstecken könnten.
Julian Assange erklärt: „Es gibt noch keine ‚Killer‘-Antwort. Jacob Appelbaum (@ioerror) hatte eine clevere Antwort, indem er Leute, die dies sagten, bat, ihm ihr entsperrtes Handy zu geben und ihre Unterhosen herunter zu ziehen. Meine Version davon ist, ‚gut, wenn du so langweilig bist, dann sollten wir nicht mit dir sprechen, und auch kein anderer sollte dies tun‘, aber philosophisch ist die richtige Antwort: Massenüberwachung ist eine massive strukturelle Veränderung. Wenn die Gesellschaft sich zum Schlechten verändert, wird es dich mitziehen, auch wenn du die uninteressanteste Person auf der Welt bist.“
Laut Johannes Caspar ist die Haltung „man habe dem Staat gegenüber nichts zu verbergen“ überaus gefährlich. Wenn staatliche Überwachungseingriffe durch ein pauschales Unterwerfungs- und Vertrauensbekenntnis der Untertanen einen Freifahrtschein bekommen, werde jede Demokratie auf Dauer porös.

### Gegen Privatsphäre
Eric Schmidt, damaliger CEO von Google, sagte: „Wenn du etwas hast, was du nicht jeden wissen lassen willst, solltest du vielleicht es erst gar nicht machen. Aber wenn du wirklich diese Art von Privatsphäre brauchst, die Realität ist, dass Suchmaschinen, inklusive Google, diese Informationen für einige Zeit aufbewahren, und es ist zum Beispiel wichtig, dass wir in den USA alle dem Patriot Act unterliegen. Es ist möglich, dass diese Informationen den Behörden verfügbar gemacht werden.“ Nachdem allerdings CNET einen Artikel mit persönlichen Details über Schmidt veröffentlicht hatte, die alle durch die Google-Suchfunktion erlangt wurden, wurden 2005 alle CNET-Reporter auf eine schwarze Liste gesetzt, die verhinderte, dass sie mit Google-Angestellten sprechen.
Bei der Diskussion um das MAINWAY-Programm sagte der ehemalige Mehrheitsführer im U.S. Senate Trent Lott: „Worüber sind die Leute besorgt? Was ist das Problem? Tust du etwas Falsches, was du nicht tun solltest?“
Johann Hari, ein britischer Autor, argumentierte, dass das „Nichts-zu-verbergen“-Argument irrelevant für die Platzierung von CCTV-Kameras im öffentlichen Raum im Vereinigten Königreich ist, weil die Kameras öffentliche Plätze beobachten, in denen man von vielen Leuten beobachtet wird, denen man nicht vertraut und nicht in „Plätzen, wo man sich versteckt“.

## Geschichte
In der 1919 veröffentlichten Denkschrift The Brass Check schrieb Upton Sinclair in Bezug auf die Lexington-Avenue-Explosion 1914:

“From first to last I had nothing to hide, and for that reason I had nothing to fear, and this was as well known to the newspapers as it was to the police who were probing the explosion.”

„Vom Anfang bis zum Ende hatte ich nichts zu verbergen, und deswegen hatte ich nichts zu befürchten, und dies war den Zeitungen genauso gut bekannt wie der Polizei, die die Explosion untersuchte.“